# 中国共产党第九届中央委员会第一次全体会议
中国共产党第九届中央委员会第一次全体会议，是1969年4月28日在北京举行的一次中国共产党第九届中央委员会会议。
毛泽东主持此次会议，并反复强调文化大革命的持续性。中央委员、侯补中央委员出席了会议。全会产生了新一届的中共中央政治局，由21名政治局委员、4名候补政治局委员组成。毛泽东为中央委员会主席，林彪为唯一的副主席。而李富春、陈云、陈毅等被挤在政治局之外；朱德、叶剑英、李先念、刘伯承、董必武等保留在政治局内的虚职。江青及其集团的主要成员张春桥、姚文元进入政治局。